# Rinorea squamata
Rinorea squamata là một loài thực vật thuộc họ Violaceae. Loài này có ở Costa Rica, Honduras, Nicaragua, và Panama.